# Literaturjahr 1522
Liste der Literaturjahre

◄◄ | ◄ | 1518 | 1519 | 1520 | 1521 | Literaturjahr 1522 | 1523 | 1524 | 1525 | 1526 | ►

Weitere Ereignisse

## Ereignisse

### Prosa

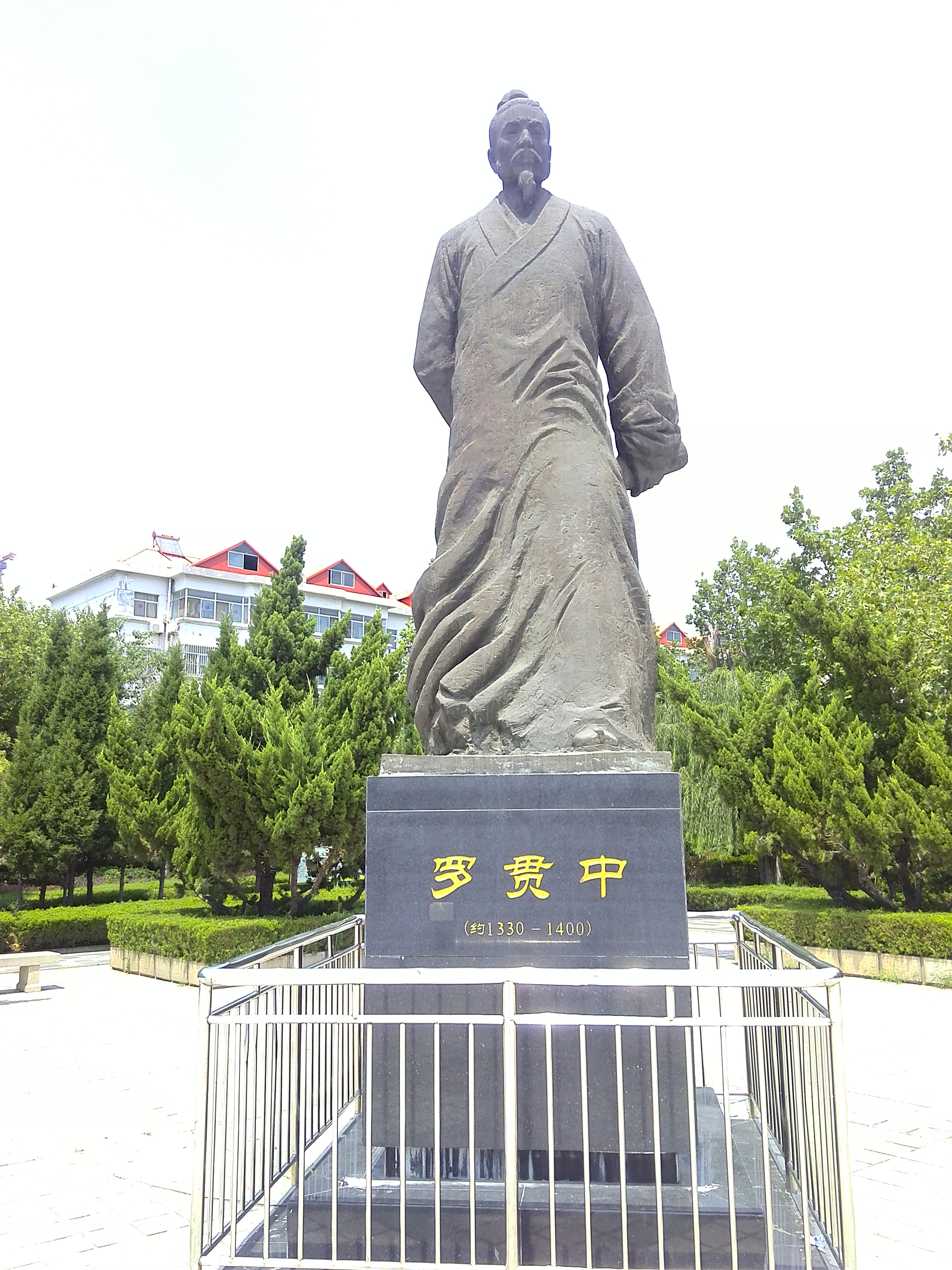
Statue Luo Guanzhongs

Die Geschichte der Drei Reiche, ein Roman des chinesischen Autors Luo Guanzhong über die turbulente Zeit der Drei Reiche, wird in ihrer ersten Fassung mit 240 Kapiteln veröffentlicht. Das Werk wird zu den vier klassischen Romanen der chinesischen Literatur gezählt und gehört zu den populärsten chinesischen Romanen. Eine zentrale Handlung ist nicht vorhanden, jedoch bildet der Roman ein großes historisches Gemälde, das aus einzelnen Episoden besteht, die in sich abgeschlossen sind und eine immense Vielzahl von Figuren enthalten.

### Religion

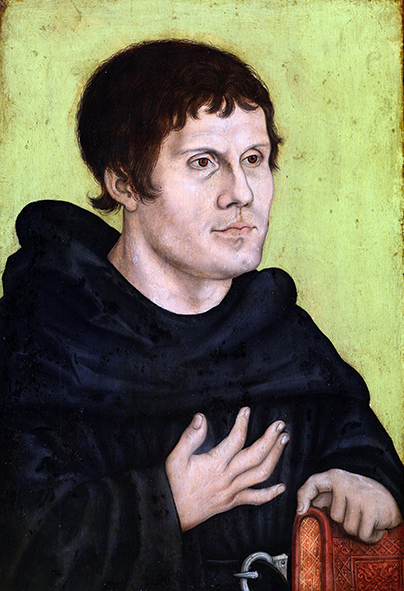
Lucas Cranach der Ältere (Werkstatt), 1522–24: Martin Luther in der Kleidung eines Augustiner-Eremiten

- 9. bis 16. März: Martin Luther hält an der Wittenberger Stadtkirche an acht Tagen in Folge die sogenannten Invokavitpredigten und nimmt zu den Reformen Stellung, die die Wittenberger durchgeführt haben.
- September: Auf der Leipziger Buchmesse veröffentlicht Luther das Septembertestament, eine Übersetzung des Neuen Testaments.

## Geboren

### Geburtsdatum gesichert
- 19. April: Joachim von Beust, deutscher Jurist († 1597)
- 14. Oktober: Lucas Maius, deutscher evangelischer Theologe und Dramatiker († 1598)
- 18. Oktober: Michael Beuther, deutscher Historiker, Dichter, Jurist und Beamter († 1587)

- 9. November: Martin Chemnitz, deutscher lutherischer Theologe († 1586)
- 27. November: Andrzej Patrycy Nidecki, polnischer Humanist, Philologe, Verleger, königlicher Sekretär und Bischof († 1587)

### Genaues Geburtsdatum unbekannt
- Moses Cordovero, spanischer jüdischer Mystiker, Schriftsteller und Hebrist († 1570)
- Georg Gadner, württembergischer Kartograph, Chronist und Geograph († 1605)
- Hermann Wilken, deutscher Humanist, Schriftsteller, Hexentheoretiker und Mathematiker († 1603)

## Gestorben

### Todesdatum gesichert

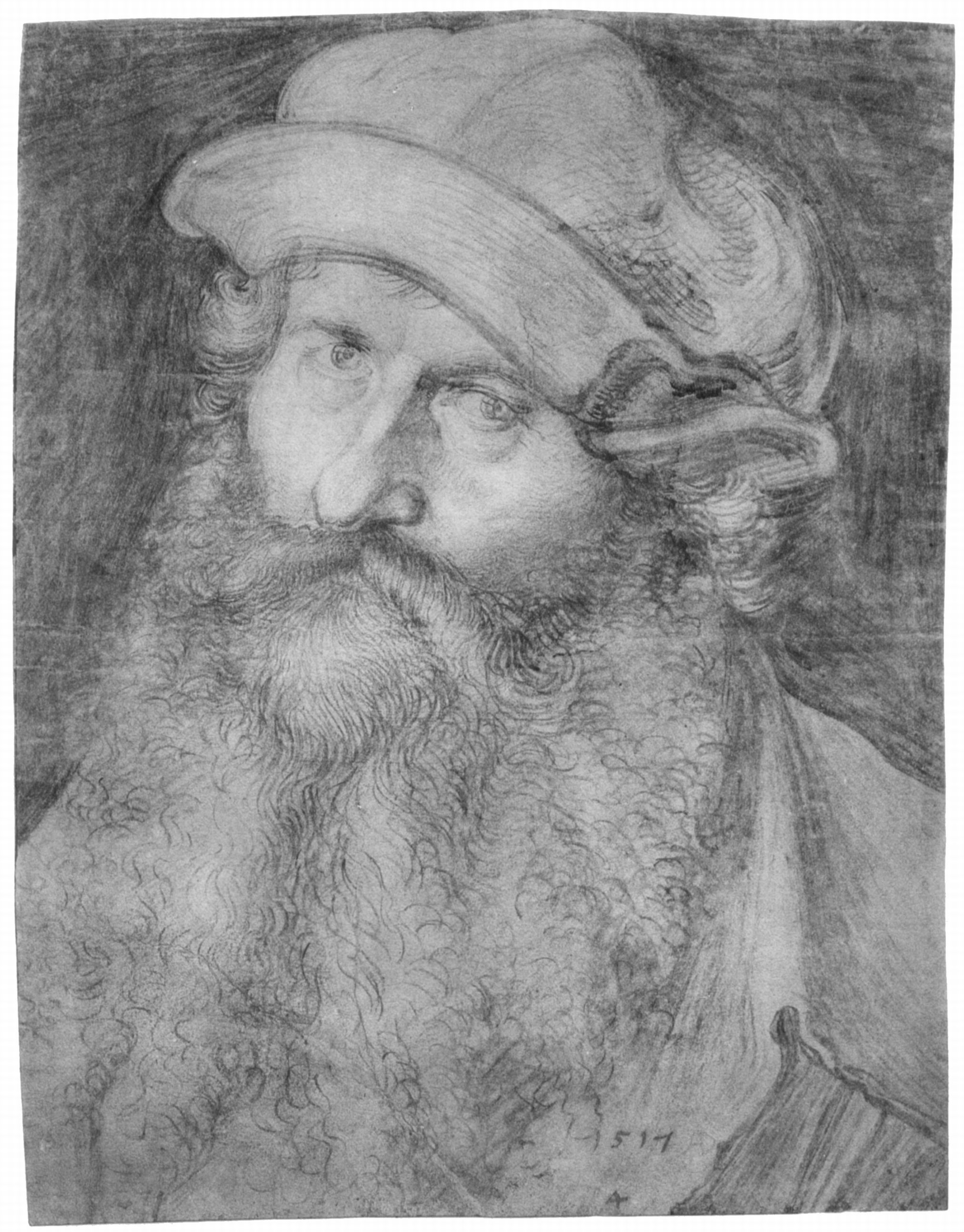
Johannes Stabius, Porträt von Albrecht Dürer

- 1. Januar: Johannes Stabius, österreichischer Humanist, Naturwissenschafter und Historiograph (* vor 1468)
- 25. Januar: Raffaello Maffei, italienischer Humanist, Schriftsteller, Historiker und Theologe (* 1451)
- Mai: Johannes Werner, Nürnberger Pfarrer, Mathematiker, Astronom, Astrologe, Geograph und Kartograph (* 1468)
- 30. Juni: Johannes Reuchlin, deutscher Humanist, Hebraist, Philosoph, Jurist und Diplomat (* 1455)

### Genaues Todesdatum unbekannt
- Leonhard Wagner, deutscher Kalligraph (* 1453)